# Alacsony jázmin
Az alacsony jázmin (Jasminum humile) az olajfafélék családjába tartozó faj.
Gömbölyded, 1,5-2 méteres, vastag vesszőjű bokor. Sötétzöld levelei vaskosak, 5-7 levélkéjűek, páratlanul szárnyaltak. Védett fekvésben zölden telelnek át. Sárga, enyhén illatos virágai június-júliusban nyílnak. Hazája Nyugat-Kína. Védett, meleg  fekvést igényel. A télálló jázmin fajok közül talán ez a legszebb. Szigorú teleken lombja és fiatal hajtásai lefagyhatnak.